# Dev Gurung
Pour les articles homonymes, voir Gurung.
Dev Gurung, de son nom complet Dev Prasad Gurung – en népalais : देव प्रसाद गुरुङ –, âgé d'environ 51 ans (en 2008), est un homme politique népalais, cadre dirigeant du Parti communiste du Népal (maoïste) (ou PCN-M).
Le 1er avril 2007, il intègre le cabinet intérimaire dirigé par Girija Prasad Koirala, par ailleurs président du parti Congrès népalais, avec les fonctions de ministre du Développement local. Comme ses collègues maoïstes, il quitte temporairement le cabinet, de septembre à décembre 2007, en raison de différends avec le Premier ministre. Il occupe de nouveau les mêmes fonctions, de décembre 2007 au 23 juillet 2008, date de la démission formelle du Premier ministre après l'installation de l'Assemblée constituante et l'élection du président de la République.
Le 10 avril 2008, lors de l'élection de l'Assemblée constituante, il est élu député dans la 1re circonscription du district de Manang.
Le 22 août 2008, dans le cadre du programme minimal commun (en anglais : Common Minimum Programme ou CMP) de gouvernement entre les maoïstes, les marxistes-léninistes et le Forum, il est nommé ministre de la Loi, de la Justice et de l'Assemblée constituante dans le gouvernement dirigé par Pushpa Kamal Dahal (alias « Prachanda »), lors de la première série de nominations et reçoit ses pouvoirs du Premier ministre, en présence du président de la République, Ram Baran Yadav. Il succède, dans ces fonctions, à Narendra Bikram Nemwang, membre du Congrès népalais, dont l'intitulé du portefeuille était légèrement différent : ministre de la Loi, de la Justice et des Affaires parlementaires.
Le 31 août suivant, dans le cadre de la seconde série de nominations au sein du cabinet, il est remplacé, dans ses anciennes fonctions de ministre du Développement local, par Ram Chandra Jha, membre du PCN-MLU.